# Made in America (film, 1993)
Pour les articles homonymes, voir Made in America.
Pour plus de détails, voir Fiche technique et Distribution.
Made in America, ou 100% américain au Québec, est un film américain réalisé par Richard Benjamin sorti en 1993.

## Synopsis
Contre l'avis de sa mère, Sarah, et avec l'aide de son meilleur ami, Tea Cake, Zora Mathews, jeune afro-américaine, entreprend de retrouver le donneur de sperme à l'origine de sa venue au monde. Mais contre toute attente, ce dernier, Hal Jackson, se révèle être blanc, ce à quoi ni la jeune femme ni sa mère n'étaient préparées,.

## Fiche technique
- Titre original : Made in America
- Titre québécois : 100% américain
- Réalisation : Richard Benjamin
- Scénario : Holly Goldberg Sloan
- Production : Rick Bieber, Michael Douglas et Arnon Milchan
  - Coproduction : Patrick J. Palmer
  - Production associée : Suzanne Rothbaum
  - Production déléguée : Marcia Brandwynne, Nadine Schiff et Steven Reuther
- Musique originale : Mark Isham
- Photographie : Ralf D. Bode
- Montage : Jacqueline Cambas
- Distribution : Reuben Cannon
- Décors : Evelyn Sakash
- Costumes : Elizabeth McBride
- Durée : 111 minutes
- Pays de production :  États-Unis,  France
- Dates de sortie :
  - États-Unis : 28 mai 1993
  - France : 23 juin 1993

## Distribution
- Whoopi Goldberg (VF : Maïk Darah ; VQ : Anne Caron) : Sarah Mathews
- Ted Danson (VF : Gérard Rinaldi ; VQ : Jean-Luc Montminy) : Halbert « Hal » Jackson
- Nia Long (VF : Martine Irzenski ; VQ : Violette Chauveau) : Zora Mathews
- Will Smith (VF : Bruno Dubernat ; VQ : Sébastien Dhavernas) : Tea Cake Walters
- Paul Rodriguez (VF : Marc Alfos ; VQ : Manuel Tadros) : Jose
- Jennifer Tilly (VF : Dany Laurent ; VQ : Lisette Dufour) : Stacy
- David Bowe (VF : Hubert Drac ; VQ : Pierre Auger) : Teddy
- Peggy Rea (VF : Liliane Gaudet) : Alberta
- Rawley Valverde (VF : Christian Moro) : Diego
- Fred Mancuso (VF : Alexandre Strack) : Bruce
- Charlene Fernetz (VF : Christiane Bopp ; VQ : Claudie Verdant) : Paula
- Shawn Levy (VF : Philippe Bellay) : Dwayne
- O'Neal Compton (VF : Robert Darmel) : Rocky
- Michael Halton (VF : Jean-Michel Farcy) : Stew
- Mel Steward (VF : Georges Berthomieu) : Principal Rockwell
- David E. Kazanjian (VF : Jean-Luc Kayser) : M. Alden
- Clyde Kusatsu (VF : Joël Martineau) : Bob Takashima
- Jeffrey Joseph (VF : Joël Martineau ; VQ : Jacques Lavallée) : James
- Phyllis Avery : la première vieille femme blanche

Source et légende : version française (VF) sur Voxofilm ; version québécoise (VQ) sur Doublage.qc.ca

## Scène marquante du film
Sarah Mathews, le personnage joué par Whoopi Goldberg, est poursuivie par un éléphant alors qu'elle est sur un vélo. En fait, il s'agit d'un gentil éléphant, qui ne fait qu'obéir à son dressage et qui suit la sonnette du vélo.

## Autour du film
Will Smith et Nia Long s'étaient déjà croisés entre 1990 et 1996 sur la série télé américaine Le Prince de Bel-Air.
Pour son rôle de Tea Cake Walters, Will Smith s'est inspiré de la gestuel et du comique de situation de l'acteur T.K. Carter, et Ted Danson s'est lui inspiré du style de l'entrepreneur américain Cal Worthington. Ted Danson et Whoopi Goldberg ont entamé une relation à la suite de leur rencontre dans ce film,.
Le film est diffusé sur la plateforme de streaming Hulu depuis avril 2022.